# Ляксуткін Федір Пилипович
Федір Пилипович Ляксуткін (1896, село Большой Кукмор Єлатомського повіту Тамбовської губернії, тепер Тамбовської області, Російська Федерація — ?) — український радянський діяч, відповідальний секретар Маріупольського окружного комітету КП(б)У. Член ЦК КП(б)У в травні 1924 — листопаді 1927 року. Член Центральної контрольної комісії ВКП(б) у грудні 1927 — січні 1934 року.

## Біографія
Народився в родині селянина-бідняка. Закінчив початкову школу. Працював робітником.
Член РСДРП(б) з 1913 року.
За революційну діяльність був заарештований, перебував у в'язниці. Після Лютневої революції 1917 року амністований.
У 1917—1918 роках — член Революційного трибуналу в місті Петрограді.
З 1921 року перебував на партійній роботі в Донецькій губернії. На 1924—1925 роки — завідувач організаційного відділу Донецького губернського комітету КП(б)У.
У 1925—1927 роках — відповідальний секретар Маріупольського окружного комітету КП(б)У.
У 1927—1929 роках — старший інспектор Центральної контрольної комісії ВКП(б).
У 1929—1930 роках — голова Сибірської крайової контрольної комісії ВКП(б).
У 1930—1931 роках — голова Західно-Сибірської крайової контрольної комісії ВКП(б).
У 1931—1934 роках — завідувач Бюро скарг, керівник групи заготівель Народного комісаріату робітничо-селянської інспекції СРСР.
До червня 1937 року — слухач Вищих академічних курсів Народного комісаріату важкої промисловості СРСР.
7 червня 1937 року заарештований органами НКВС. Засуджений 20 липня 1937 року до 10 років ув'язнення у виправно-трудових таборах.
10 січня 1957 року реабілітований.